# Маркус Антонссон
Маркус Антонссон (швед. Marcus Antonsson; нар. 8 травня 1991) — шведський футболіст, нападник клубу «Аль-Адала».

## Ігрова кар'єра
Народився 8 травня 1991 року. Вихованець юнацьких команд футбольних клубів Unnaryds GoIF та «Гальмстад». У складі останньої Антонссон дебютував у Аллсвенскан 7 листопада 2010 року в грі проти «Юргордена». Після того як за підсумками сезону 2011 року клуб вилетів з вищого дивізіону, Маркус став основним гравцем і допоміг команді з першої ж спроби повернутись в еліту, де провів ще два повноцінні сезони. Всього провів п'ять сезонів в рідному клубі, взявши участь у 71 матчі чемпіонату.
У грудні 2014 року Антонссон підписав трирічний контракт з «Кальмаром». Він забив 12 м'ячів у 28 матчах у своєму першому сезоні в клубі і став третім бомбардиром чемпіонату. У лютому 2016 року Антонссон продовжив свій контракт з клубом до 2018 року і на початку нового сезону забив 10 голів у своїй перших 12 матчах сезону в чемпіонаті, зробивши його найкращим бомбардиром Аллсвенскан на той момент.
Цей результат зацікавив ряд іноземних клубів, одним з яки став англійський «Лідс Юнайтед», куди швед і перейшов 28 червня 2016 року, підписавши трирічний контракт. Втім у новій команді не став основним гравцем, зігравши за сезон лише 16 ігор в Чемпіоншипі, і забивши лише один гол. Через це 11 серпня 2017 року Маркус був відданий в оренду в клуб Першої англійської ліги «Блекберн Роверз», де за наступний сезон і в листопаді 2017 року був визнаний найкращим гравцем місяця в Першій лізі. Загалом за сезон він забив 7 голів у 31 матчі і допоміг команді зайняти друге місце та вийти в Чемпіоншип.
Після повернення до «Лідса», Антонссону було сказано, що він не входить в плани нового менеджера Марсело Б'єлси та 14 липня 2018 року повернувся на батьківщину, підписавши контракт на 3,5 роки з «Мальме». Станом на 10 грудня 2018 року відіграв за команду з Мальме 15 матчів в національному чемпіонаті.

## Статистика виступів

### Статистика клубних виступів
| Сезон                 | Команда               | Чемпіонат             | Чемпіонат | Чемпіонат | Національний кубок | Національний кубок | Національний кубок | Континентальні кубки | Континентальні кубки | Континентальні кубки | Інші змагання | Інші змагання | Інші змагання | Усього | Усього |
| Сезон                 | Команда               | Ліга                  | Ігор      | Голів     | Ліга               | Ігор               | Голів              | Ліга                 | Ігор                 | Голів                | Ліга          | Ігор          | Голів         | Ігор   | Голів  |
| --------------------- | --------------------- | --------------------- | --------- | --------- | ------------------ | ------------------ | ------------------ | -------------------- | -------------------- | -------------------- | ------------- | ------------- | ------------- | ------ | ------ |
| 2010                  | «Гальмстад»           | A                     | 1         | 0         | КШ                 | 0                  | 0                  | -                    | -                    | -                    | -             | -             | -             | 1      | 0      |
| 2011                  | «Гальмстад»           | A                     | 6         | 0         | КШ                 | 0                  | 0                  | -                    | -                    | -                    | -             | -             | -             | 6      | 0      |
| 2012                  | «Гальмстад»           | С (ІІ)                | 18+2      | 1+1       | КШ                 | 4                  | 1                  | -                    | -                    | -                    | -             | -             | -             | 24     | 3      |
| 2013                  | «Гальмстад»           | A                     | 20+2      | 4         | КШ                 | 4                  | 1                  | -                    | -                    | -                    | -             | -             | -             | 26     | 5      |
| 2014                  | «Гальмстад»           | A                     | 26        | 6         | КШ                 | 1                  | 2                  | -                    | -                    | -                    | -             | -             | -             | 27     | 7      |
| Усього за «Гальмстад» | Усього за «Гальмстад» | Усього за «Гальмстад» | 71+4      | 11+1      |                    | 9                  | 4                  |                      | -                    | -                    |               | -             | -             | 84     | 16     |
| 2015                  | «Кальмар»             | A                     | 29        | 12        | КШ                 | 0                  | 0                  | -                    | -                    | -                    | -             | -             | -             | 29     | 12     |
| 2016                  | «Кальмар»             | A                     | 12        | 10        | КШ                 | 6                  | 3                  | -                    | -                    | -                    | -             | -             | -             | 18     | 14     |
| Усього за «Кальмар»   | Усього за «Кальмар»   | Усього за «Кальмар»   | 41        | 22        |                    | 6                  | 3                  |                      | -                    | -                    |               | -             | -             | 47     | 25     |
| 2016–17               | «Лідс Юнайтед»        | Ч (ІІ)                | 16        | 1         | КА+КЛ              | 2+3                | 0+2                | -                    | -                    | -                    | -             | -             | -             | 21     | 3      |
| 2017–18               | «Блекберн Роверз»     | 1Л (ІІІ)              | 31        | 7         | КА+КЛ+ТФЛ          | 2+1+0              | 1+0+0              | -                    | -                    | -                    | -             | -             | -             | 34     | 8      |
| Усього за кар'єру     | Усього за кар'єру     | Усього за кар'єру     | 159+4     | 41+1      |                    | 23                 | 10                 |                      | -                    | -                    |               | -             | -             | 186    | 52     |

## Досягнення
Особисті досягнення
- Гравець місяця Аллсвенскан (2): травень 2016[10], вересень 2022[11]